# St. Andreas-St. Markus-Friedhof

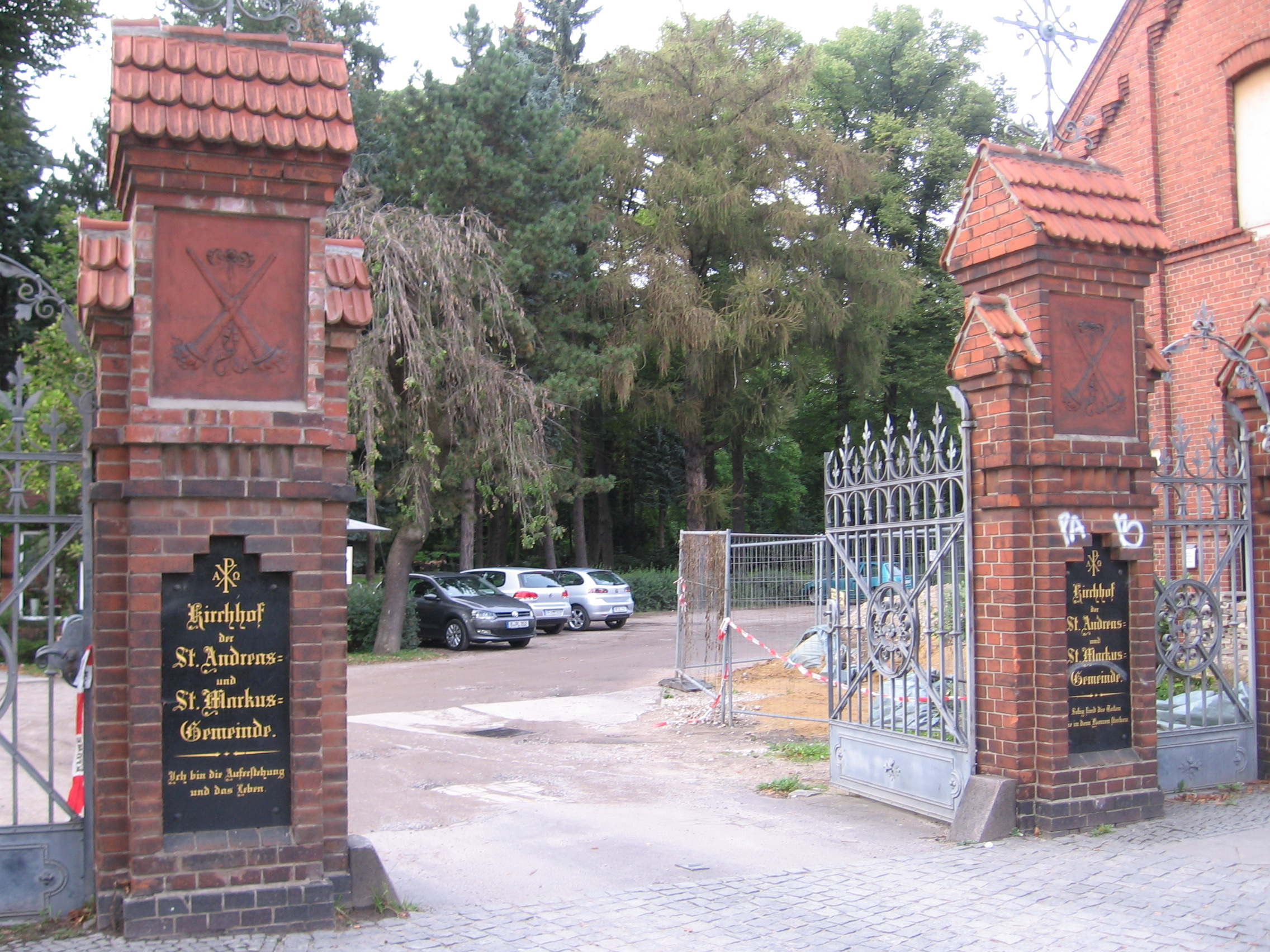
Friedhofseingang

Der St. Andreas-St. Markus-Friedhof ist ein evangelischer Friedhof in Berlin-Alt-Hohenschönhausen. Seit 2013 gehört er zum Evangelischen Friedhofsverband Berlin-Stadtmitte. Er steht unter Denkmalschutz.

## Lage

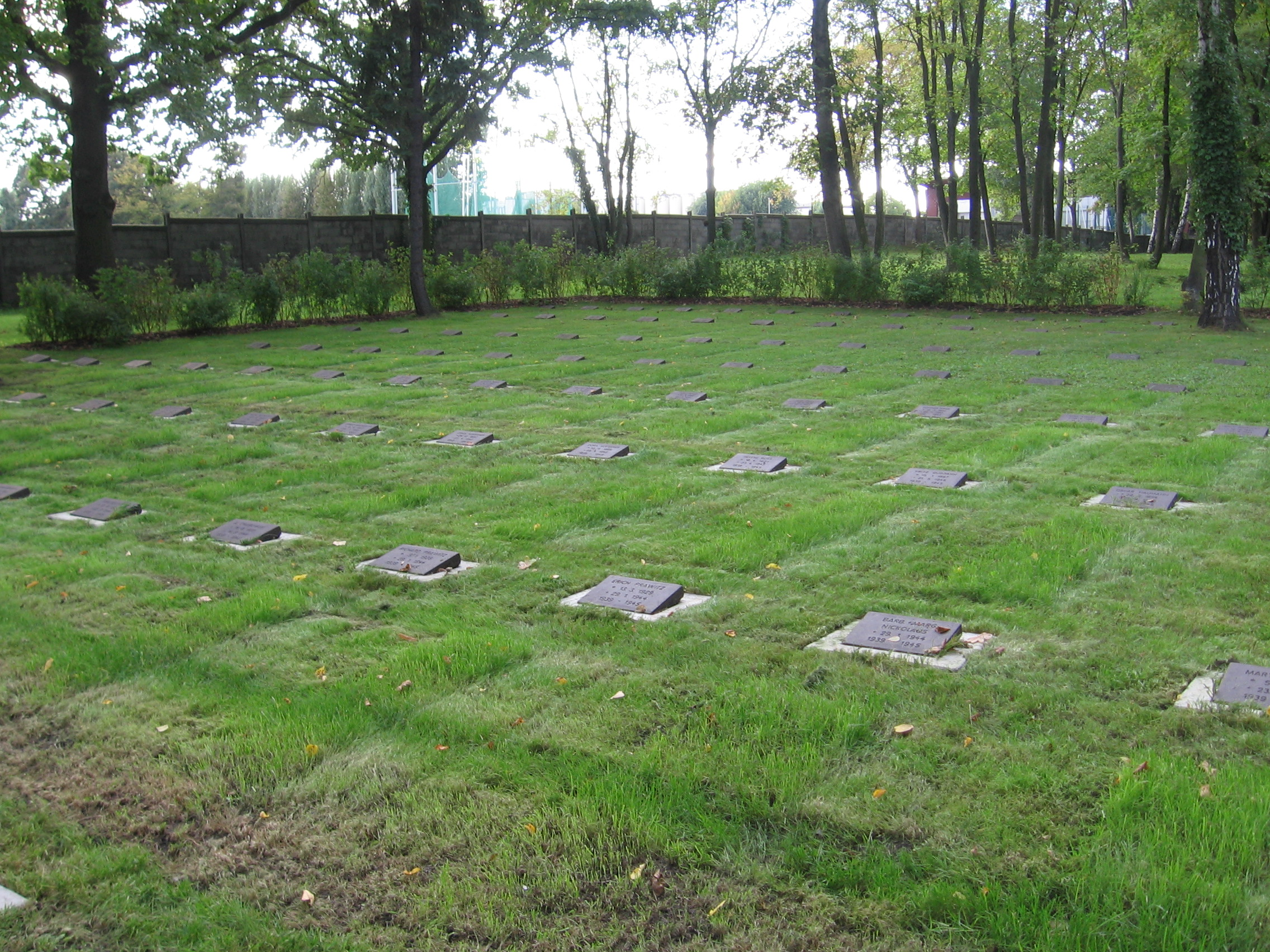
Weltkriegsgräber

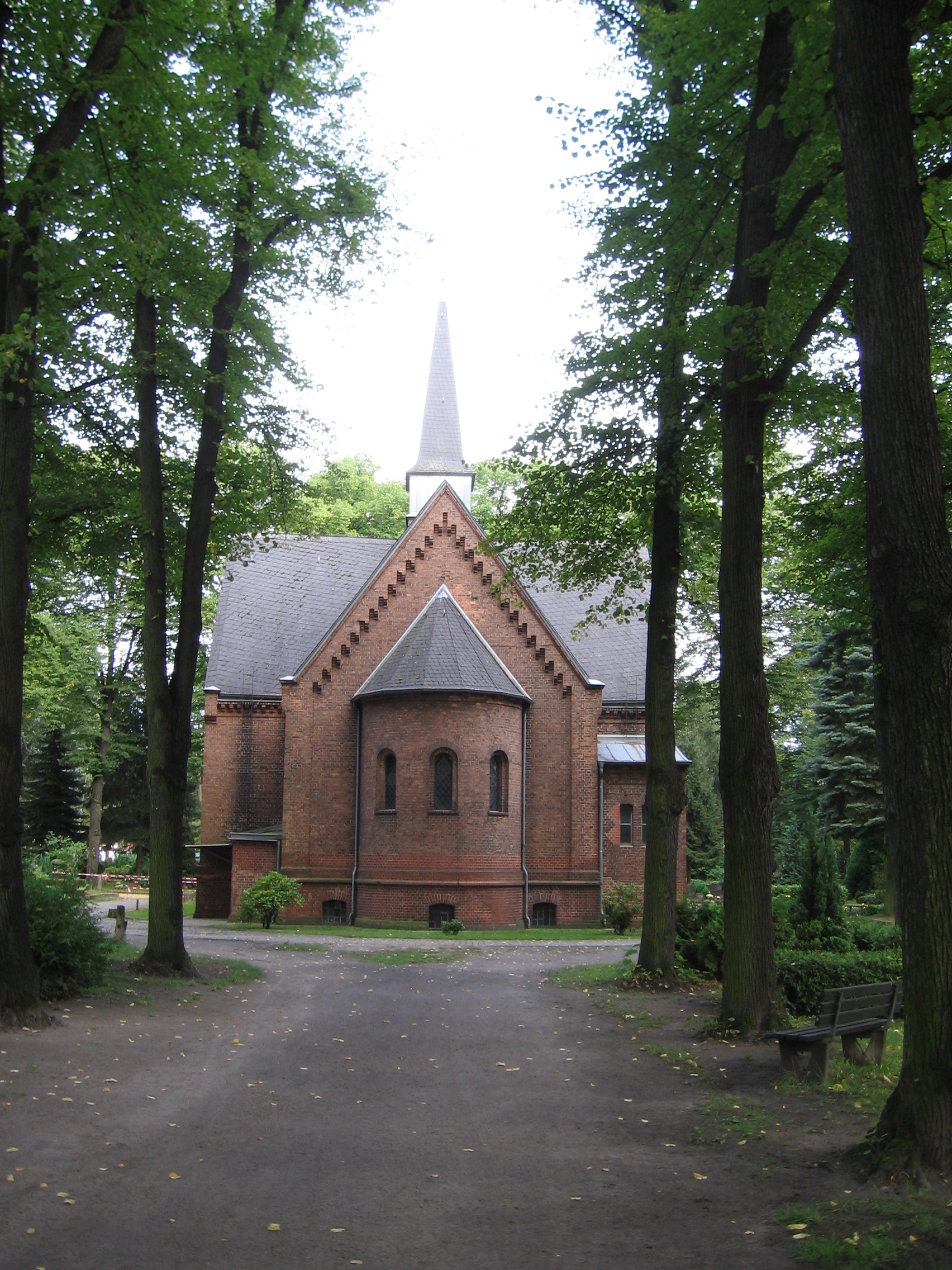
Kapelle

Der Friedhof liegt an der Konrad-Wolf-Straße 33–34 in Berlin-Alt-Hohenschönhausen. Er wird an seiner Südwestseite durch das Sportforum Hohenschönhausen und im Nordosten durch den katholischen St. Pius-St. Hedwig-Friedhof begrenzt. Seine Fläche beträgt 13,1 ha.
Der Friedhof wurde 1885 durch die in Berlin-Friedrichshain gelegenen evangelischen Kirchengemeinden St. Andreas und St. Markus als gemeinsamer Friedhof angelegt. Die Friedhofskapelle, ein Klinkerbau von 1900, entstand nach Plänen des Architekten Gustav Knoblauch. Sie wurde zwischen 1993 und   1999 denkmalgerecht saniert.
Die als Alleequartierfriedhof angelegte Begräbnisstätte trägt einen parkähnlichen Charakter mit zahlreichen Laub- und Nadelbäumen sowie weiten Wiesenflächen. Alte Baumbestände aus Linden markieren das Hauptwegenetz. Auf dem Friedhof befinden sich 899 Einzelgräber der Opfer von Krieg und Gewaltherrschaft.

## Bestattete Persönlichkeiten
- Paul Kárpáti (1933–2017), Hungarologe
- Charlotte Bombal (1935–2000), FDGB-Funktionärin
- Alfred Kuhnke (1936–2014), Eishockeytorwart
- Klaus Nowodworski (1940–2001), Rock- und Soulsänger
- Heinz Prüfer (1948–2007), Gitarrist